# 四朝成仁錄
四朝成仁錄，全名《皇明四朝成仁錄》，明朝南海遺民屈大均所作，列入《廣東叢書》中。全12卷，記載明末崇禎、弘光、隆武、永曆四朝士子抗清死節事蹟。清代列入四庫禁毀書目，長期僅有抄本，民國中刊行。

## 起承轉合
| “                                        | 哀喪元兮太早，不及陪兮滇池。 有弟子兮後死，曾沙場兮輿屍。 抱遺弓兮哽咽，拾髮齒兮囊之。 憤師仇兮未復，與國恥兮孳孥。 早佯狂兮不仕，矢漆身兮報之。 | ” |
| ——「死事先業師贈兵部尚書陳巖野先生哀辭」 | |   |

| “                                | 丙子歲之朝，佔壽於古哲。乃得邵堯夫，其年六十七。我今適同之，命也數以畢。所恨成仁書，未曾終撰述。嗚呼忠義公，精神同泯沕。後來作傳者，列我遺民一。生死累友人，川南自周卹。獨漉題銘旌，志節表而出。華趺存後人，始終定無失。林屋營髪塚，俾近沖虛側。 | ” |
| ——《臨終詩》：《翁山詩外》，卷二 | |   |

清順治四年（南明隆武三年，1647年）春，屈大均加入其師陳邦彥舉旗抗清，領一隊義軍組織廣州起義，久圍不克，兵敗，陳邦彥率師死戰，被俘殉國，暴屍曠野。屈大均痛失良師，冒險到戰場上收其遺骸，並為之作傳，賦哀辭以悼念。陳邦彥之傳記即成為最早寫就的《四朝成仁錄》篇目。屈亦在後來所作文章中表明心志，決心如亡宋愛國隱士鄭所南終生不忘複國之志，並效法唐中後期亂世的杜甫，將憂憤付諸筆端，以詩為史。
順治十四年（南明永曆十一年，1657年）秋，屈大均以化緣之名踰嶺北遊，歷時二十餘年，足跡遍歷天下，原因之一即為訪史、採史，一方面廣結天下反清志士、秘密聯絡反清事宜，另一方面著意於對明末抗清死難諸臣、義士史蹟之蒐集與整輯，以增補《成仁錄》篇章。
該書之取名為《成仁錄》，“蓋取《論語》殺身成仁之義也”。他並以此書比作司馬遷之《史記》，為此他筆耕不輟，“愈到晚年，用力愈殷”。但由於工作量浩繁，且因其抗清情結嘗遭清廷緝捕，著述也屢遭禁毀，因而該書一直到他去世時也尚未全部完成，屈亦視之為憾。

## 輯錄版本
今通行本共12卷，撰有崇禎、弘光、隆武、永曆四朝抗清殉難志士傳記137篇，其目錄紀事時間起自明崇禎二年（1629年），迄於南明永曆十六年暨清康熙元年（1662年）。
該書始由屈氏同邑葉恭綽先生主持輯錄，並根據流散於各地的殘缺鈔本親自參稽、整緝、校勘而成，作為《廣東叢書》之第二輯於民國36年刊行，為迄今所見較為完整、流傳較廣之刻本。收錄書目1
後收錄於1991年週駿富輯錄的《明代傳記叢刊》，分（一）、（二）兩部，為叢刊「名人類」第38、39冊，總冊號為066、067。其中第二冊與《殷頑錄》合為一冊。收錄書目2
1996年，由林梓宗校點的《皇明四朝成仁錄》收入歐初、王貴忱編纂的《屈大均全集》第三冊，其他屈氏著述包括《廣東新語》、《翁山詩外》、《翁山文外》、《翁山易外》、《翁山文鈔》、《翁山佚文》等亦收錄在列。收錄書目3
全文亦收於《四庫禁燬書叢刊》。該套叢刊最早於1997年6月問世，後經重新編制索引於2000年按原書號出版。收錄書目4
另，該書曾作為文獻類目錄載於《清代禁毀書目》（姚覲元）、《清代禁書知見錄》（孫殿起）、《索引式的禁書總錄》（陳乃乾）等文字獄相關目錄，亦收於《香港中文大學圖書館古籍善本書錄》等書目。索引書目

### 資料來源
1. 1 2  謝明陽. . 國立臺灣大學出版中心. 2001: 199. 例如屈大均曾積數十年的時間，廣蒐崇禎、弘光、隆武、永曆四朝忠義之士的死難事蹟編寫成《皇明四朝成仁錄》一書，其寫作此書的重要因素之一，顯然是想藉由表彰死節來消弭自己心中的不安，以稍盡後死者之責。
2. ↑  清代禁書知見錄.121頁:“皇明四朝成仁錄十卷南海遺民屈大均撰輯傳鈔本（崇禎朝三卷‧弘光朝二卷隆武朝二卷‧永曆朝三卷）又一部無卷數”，引自觀死書齋；四庫禁毀書叢刊.:“史部·第五十冊皇明四朝成仁錄十二卷（清）屈大均撰”，引自四庫禁毀書。
3. ↑  . 紀念屈大均逝世二百九十週年大會籌備組. : 6  [2013-11-13]. OCLC 25158924. （原始内容存档于2013-11-13）. 一九四八年續出《廣東叢書二集》，收錄葉恭綽、陳樂素輯校《皇明四朝成仁錄》十二卷
4. ↑  屈大均 陳恭尹 梁佩蘭. 劉斯奮 周錫韨 , 编. . 廣東地方文獻叢書. 廣東人民出版社. 1980. 當然，作為封建時代的一位詩人，屈大均的思想不能不是複雜的。其中既有同情人民，反抗壓迫的一面，也有受封建正統思想影響，盲目效忠明王朝的一面。例如他 一直以遺民自居，對明室的覆亡充滿了孤臣孽子般的痛悼之情。而且還站在地主階級的立場上，指責和敵視明末農民大起義。
5. 1 2  廣州地方志. . .   [2013年11月13日]. （原始内容存档于2013年11月13日）.
6. ↑  汪宗衍：《屈翁山先生年譜》上(1970),p.12；亦見《翁山文外》卷一四《陳岩野先生哀辭》。
7. ↑  《王煐年譜長編》康熙三十五年丙子（1696年）：“五月十八日，李錄予奉差祭南海神廟，與友人袁密山、梁佩蘭等陪同遊靈洲山寶陀寺，有詩。……屈大均作《臨危詩》囑託後事。”
8. 1 2 3 4 5  關漢華冼劍民. . 《暨大學報》（哲社版） (中國社會科學出版社). 1997,. 1997(2)  [2013-11-13]. （原始内容存档于2013-11-13）.
9. ↑  《翁山文外·自序》
10. ↑  《四季韋公贈我朱子綱目詩以答之》：“年來辭賦已無心，早歲春秋原有志，書法只今在草野，一部成仁吾史記。”《翁山詩外》，卷四
11. ↑  屈大均：《臨終詩》。見左側引文。
12. ↑  Cambridge University Library. .   [2013-11-12]. （原始内容存档于2013-11-13）.
13. ↑  任真. . 觀死書齋:任真的網路書房. 2007-03-31  [2013-11-12]. （原始内容存档于2013-11-13）.
14. ↑  張智昌. . 國立清華大學機構典藏 (碩士論文(國立清華大學中國文學系)).[]

- 任真. . 觀死書齋:任真的網路書房. 2008-05-18  [2013-11-12]. （原始内容存档于2013-11-13）.
- 中華文史網. . 中國社會科學院歷史研究所清史學科. 北京出版.   [2013-11-13]. （原始内容存档于2012-12-31）.

### 主要書目
- 葉恭綽 (编). . 第二輯. 香港: 商務印書館. 1948.
- 週駿富 (编). . 名人類. 總66/67分38/39. 明文書局. 1991.
- 歐初,王貴忱 (编). . 嶺南文化歷史文獻選輯. 北京: 人民文學出版社. 1996. ISBN 7020023983.
- 四庫禁毀書叢刊編纂委員會 (编). . 史部 50. 北京: 北京出版社. 2000. ISBN 7200034703.

索引編錄
- 陳秉仁周秋芳 (编). . 中文大學出版社. 1999. ISBN 9622019137.

### 拓展閱讀
- 四庫禁書